# Leopold Staff

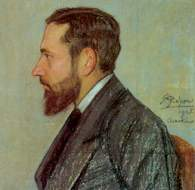
Leopold Staff - portret pictat de Stanisław Pichor în 1915

Leopold Henryk Staff (n. 14 noiembrie 1878, Lemberg, Regatul Galiției și Lodomeriei, Austro-Ungaria – d. 31 mai 1957, Skarżysko-Kamienna, Voievodatul Sfintei Cruci, Polonia)  a fost un poet, dramaturg, eseist și traducător polonez. Este cunoscut ca fiind unul dintre principalii exponenți ai mișcării artistice Tânăra Polonie, de la începutul secolului al XX-lea.
Este considerat un mare poet erudit, pentru că a creat cicluri de poezii închinate monumentelor culturii antice și culturii italiene: ciclul Iubirea în statui din volumul Ramura înfloritoare, Pe urmele piciorului antic, din volumul Surâsul orelor și Tripticul artei italiene, din volumul Copacii înalți și pentru că a privit toate problemele omenești, inclusiv raporturile cu natura prin prisma culturii, prin cunoștințele sale de literatură, de pictură și de modificare permanentă a convențiilor din acestea.
De asemenea, tablourile sale înfățișând grădini, livezi, „copaci înalți”, cuprindeau trimiteri la imaginația constituită în cultura europeană; printr-un citat, ori printr-o aluzie se refereau la imaginile grădinii biblice, la idilicele peisaje antice stabilite deja prin convenție, la conținutul și imagistica din Georgicele lui Virgiliu, la modele înregistrate în pictura renascentistă, nu fără aluzii și la arta contemporană. Prin aluzii plastice sau stilistice, aparent simple și foarte obișnuite, prin motivele cotidiene, de viață obișnuită, de care se servește (motivul grădinii sau motivul călătorului), Staff obține profunzime istorică și dimensiunea problemelor veșnic-umane, prezente în cele mai vechi scrieri din cultura mediteraneană. Căutarea unor astfel de imagini, având tradiții îndelungate în cultură, a unor astfel de fantezii arhetipale, îi permit autorului ca, într-o mică operă lirică, să clădească un pod între trecut și prezent, îi permit să vadă problemele umane la dimensiunea lor universală, nu numai aici și acum, dar și în vremurile de demult, în timpul îndepărtat al trecutului. O asemenea apreciere, cu care unii comentatori nu vor fi de acord, este implementată de convingerea că omul, poetul, se realizează ca ființă integrală, universală, cu atât mai mult, cu cât, la propriu, depășește clipa istorică și se supune necesității de a retrăi arhetipurile.
În plus, întreaga operă a lui Staff se constituie în literatura poloneză ca uimitor exemplu de perenitate: el lucrează, participă, se înscrie cu lucrări de prim rang în trei perioade, numite cu pasiune de către istoricii literari– „epoci”. Staff începe vasta sa creație literară ca modernist, iar despre volumul de debut Sny o potędze („Vise despre putere”, 1901) se poate spune că a ocupat de la început primul loc printre cele mai renumite volume lirice, dar s-a constituit și ca probă de depășire a decadentismului propriu Tinerei Polonii (Młoda Polska): se opune cultului epuizării, bolnăviciosului, impotenței spirituale, dispariției și morții și-și afirmă cu tărie propria poziție – încântarea în fața existenței: „Mă depărtez înot și-un dor nebun încalec,/Să prind putere nouă, cu un elan sălbatec!” clamează poetul în „O taină pe valuri” din volumul sus-amintit.
Numeroasele sale creații lirice, chiar de la volumul de debut sunt îmbibate de filozofia ordinii, a acordului cu viața. Deși îi mai apar poezii cu tonalitate melancolic-pesimistă, ciclul introductiv și sonetul Fierarul aduc o nouă tonalitate. După volumul Ziua sufletului - 1903, care mai conține elemente din Maeterlinck – atmosfera fricii metafizice, presimțirilor tragice, vor apărea ciclurile Matka („Mama”) pe tema maternității și Dzień pracy („Ziua muncii”), menit să ridice la valoare sacră truda agricultorului-țăran. În acest volum se află cugetarea semnificativă pentru poetul celor trei epoci: „O, viață a mea! Fii tu sfântă și gigantică” (poezia Nienazwany – „Nenumitul”).
Este clar faptul că, nu numai creația „Tinerei Polonii”, cu a sa căutare a sensului metafizic al vieții, ci și perceperea lumii și particularizarea ei în poezia lui Staff, au fost influențate incontestabil de Friedrich Nietzsche. Însă Staff s-a străduit și a reușit să înțeleagă și să aplice filozofia voinței de putere într-un mod propriu, care să nu contrazică valorile creștine, efort datorită căruia a depășit prin ruptură primatul pesimismului modern, dominant în epocă, precum și fundamentele decadentismului, a respins tot ce era în conflict cu etica creștină, înainte de toate moralitatea individualismului, disprețul pentru milă și altruism.